# Lijeva rekurzija
U računarstvu, lijeva rekurzija je poseban slučaj rekurzije
Formalna gramatika koja sadrži lijevu rekurziju ne može biti parsirana tehnikom rekurzivnog spusta. Umjesto toga, lijeva je rekurzija pogodniji odabir za LALR parsere s obzirom na to da rezultira u manjoj potrošnji stogovnog prostora od desne rekurzije.

## Definicija
Gramatika je lijevo rekurzivna ako možemo pronaći nezavršni znak A koji će s vremenom biti korišten u postupku generiranja rečeničnog oblika sa sobom sadržanim na krajnje lijevom mjestu desne strane produkcije.

#### Neposredna lijeva rekurzija
Neposredna lijeva rekurzija se događa u produkcijama oblika
{\displaystyle A\rightarrow A\alpha \,|\,\beta }
Gdje su {\displaystyle \alpha } i {\displaystyle \beta } nizovi završnih i nezavršnih znakova, i {\displaystyle \beta } ne sadrži A na krajnje lijevom mjestu.
Primjer: Produkcija
{\displaystyle Expr\rightarrow Expr\,+\,Term}
je neposredno lijevo rekurzivna. Parser koji koristi tehniku rekurzivnog spusta bi za ovu produkciju izgradio potprogram sljedećeg oblika:
function Expr() {  
    Expr();  
    match('+');
    Term(); 
}
te bi, kao što je očito, ušao u beskonačnu rekurziju.

#### Posredna lijeva rekurzija
U najjednostavnijem obliku, posredna lijeva rekurzija se može definirati kao:
{\displaystyle A\rightarrow B\alpha \,|\,C}
{\displaystyle B\rightarrow A\beta \,|\,D}
Pri čemu je moguć slijed generiranja međuniza {\displaystyle A\Rightarrow B\alpha \Rightarrow A\beta \Rightarrow A\Rightarrow ...}
Općenitije, za nezavršne znakove {\displaystyle A_{0},A_{1},...,A_{n}}, posredna lijeva rekurzija se može definirati u obliku:
{\displaystyle A_{0}\rightarrow A_{1}\alpha _{1}\,|...}
{\displaystyle A_{1}\rightarrow A_{2}\alpha _{2}\,|...}
{\displaystyle ...}
{\displaystyle A_{n}\rightarrow A_{0}\alpha _{(n+1)}\,|...}
Gdje su {\displaystyle \alpha _{1},\alpha _{2},...,\alpha _{n}} nizovi završnih i nezavršnih znakova.

## Razrješavanje lijeve rekurzije

#### Razrješavanje neposredne lijeve rekurzije
Slijedi općeniti algoritam za razrješavanje neposredne lijeve rekurzije. Ovaj je algoritam s vremenom poboljšan na nekoliko načina, jedan od kojih je opisan u ovom papiru.
Za svaku produkciju oblika
{\displaystyle A\rightarrow A\alpha _{1}\,|\,...\,|\,A\alpha _{n}\,|\,\beta _{1}\,|\,...\,|\,\beta _{m}}
Gdje je:
- A lijevo rekurzivan nezavršni znak
- {\displaystyle \alpha } niz nezavršnih i završnih znakova različit od praznog niza ({\displaystyle \alpha \neq \epsilon })
- {\displaystyle \beta } niz završnih i nezavršnih znakova ne sadrži A na krajnje lijevom mjestu.

Zamijeni A-produkciju produkcijom:
{\displaystyle A\rightarrow \beta _{1}A^{\prime }\,|\,...\,|\,\beta _{m}A^{\prime }}
I stvori novi nezavršni znak
{\displaystyle A^{\prime }\rightarrow \epsilon \,|\,\alpha _{1}A^{\prime }\,|\,...\,|\,\alpha _{n}A^{\prime }}
Ovaj novostvoreni znak se često zove "rep" ili "ostatak".

#### Razrješavanje posredne lijeve rekurzije
Ako gramatika nema {\displaystyle \epsilon }-produkcija (zj. nijedna produkcija nije oblika {\displaystyle A\rightarrow ...|\epsilon |...}) i nije ciklička (tj. nema produkcija oblika {\displaystyle A\Rightarrow ...\Rightarrow A} za bilo koji nezavršni znak A), sljedeći općeniti algoritam može biti primijenjen za razrješavanje posredne lijeve rekurzije:
Preuredi nezavršne znakove u neki (bilo koji) fiksni poredak {\displaystyle A_{1}}, ... {\displaystyle A_{n}}.
for i = 1 to n {
for j = 1 to i – 1 {
- neka su trenutne {\displaystyle A_{j}} produkcije

{\displaystyle A_{j}\rightarrow \delta _{1}|...|\delta _{k}}
- zamijeni svaku produkciju {\displaystyle A_{i}\rightarrow A_{j}\gamma } sa

{\displaystyle A_{i}\rightarrow \delta _{1}\gamma |...|\delta _{k}\gamma }
- razriješi neposrednu lijevu rekurziju za {\displaystyle A_{i}}

}
}

## Klopke
Gornje transformacije razrješavaju lijevu rekurziju stvaranjem desno rekurzivne gramatike, što će uzrokovati promjenu asocijativnosti produkcija. Lijeva rekurzija uzrokuje lijevu asocijativnost, desna rekurzija uzrokuje desnu asocijativnost.
Na primjer:
Započinjemo s gramatikom:
{\displaystyle Expr\rightarrow Expr\,+\,Term\,|\,Term}
{\displaystyle Term\rightarrow Term\,*\,Factor\,|\,Factor}
{\displaystyle Factor\rightarrow (Expr)\,|\,Int}
Nakon primjene standardnih transformacija za razrješavanje lijeve rekurzije, dobiva se sljedeća gramatika:
{\displaystyle Expr\rightarrow TermExpr'}
{\displaystyle Expr'\rightarrow +TermExpr'\,|\,\epsilon }
{\displaystyle Term\rightarrow FactorTerm'}
{\displaystyle Term'\rightarrow *FactorTerm'\,|\,\epsilon }
{\displaystyle Factor\rightarrow (Expr)\,|\,Int}
Parsiranje niza znakova 'a + a + a' prvom gramatikom u LALR parseru (koji može prepoznati lijevo rekurzivne gramatike) bi rezultiralo sljedećim stablom parsiranja:
```
                           Expr
                         /      \
                       Expr  + Term
                     /  |  \        \
                   Expr + Term    Factor
                    |       |        |
                  Term    Factor    Int
                    |        |
                  Factor    Int
                    |
                   Int  
```

Ovo stablo parsiranja raste na lijevu stranu, što pokazuje da je operator '+' lijevo asocijativan, predstavljajući grupiranje operanada u obliku (a + a) + a.
Ali promjenom gramatike se mijenja i stablo parsiranja:
```
                            Expr ---
                           /        \
                         Term      Expr' --
                           |      /  |     \ 
                       Factor    +  Term   Expr' ------
                           |         |      |  \       \
                          Int      Factor   +  Term   Expr'
                                                 |      |
                                               Factor   

  

    

      

        
ϵ

      

    

    
{\displaystyle \epsilon }

  

                                                 |
                                                Int
```

Sad stablo raste na desnu stranu, predstavljajući grupiranje operanada u obliku a + (a + a). Promijenjena je asocijativnost operatora '+', koji se sad desno asocijativan. Iako ovo nije problem za asocijativnost zbrajanja sa zabrajanjem, izraz bi poprimio znatno drugačiju vrijednost ako bi se radilo o oduzimanju.
Problem je u tome što normalna aritmetika zahtijeva lijevu asocijativnost. Postoji nekoliko rješenja:
- prepisivanje gramatike sa svim produkcijama u lijevo rekurzivnom obliku
- prepisivanje gramatike dodavanjem nezavršnih znakova koji bi prisilile ispravne prednosti/asocijativnosti operatora
- ako se koriste YACC ili Bison, postoje operatorske deklaracije %left, %right i %nonassoc koje govore generatoru parsera koju asocijativnost da nametne.

## Vanjske poveznice
- http://www.cs.may.ie/~jpower/Courses/parsing/parsing.pdf  Arhivirana inačica izvorne stranice od 28. kolovoza 2017. (Wayback Machine)
- http://www.cs.umd.edu/class/fall2002/cmsc430/lec4.pdf  Arhivirana inačica izvorne stranice od 3. ožujka 2016. (Wayback Machine)
- http://www.wvutech.edu/mclark/Systems%20Programming/Removing%20Left%20Recursion.pdf  Arhivirana inačica izvorne stranice od 26. rujna 2007. (Wayback Machine)
- Practical Considerations for LALR(1) Grammars  Arhivirana inačica izvorne stranice od 1. prosinca 2020. (Wayback Machine)